# Cerdistus maricus
Cerdistus maricus är en tvåvingeart som först beskrevs av Walker 1851.  Cerdistus maricus ingår i släktet Cerdistus och familjen rovflugor. Inga underarter finns listade i Catalogue of Life.